# Bidborough
Bidborough är en ort och civil parish i grevskapet Kent i sydöstra England. Orten ligger i distriktet Tunbridge Wells, cirka 4 kilometer nordväst om Royal Tunbridge Wells och cirka 3,5 kilometer sydväst om Tonbridge. Tätorten (built-up area) hade 914 invånare vid folkräkningen år 2021.